# Волфорд (Айова)
Волфорд (англ. Walford) — місто (англ. city) в США, в округах Бентон і Лінн штату Айова. Населення — 1366 осіб (2020).

## Географія
Волфорд розташований за координатами 41°52′29″ пн. ш. 91°50′13″ зх. д. / 41.87472° пн. ш. 91.83694° зх. д. (41.874790, -91.837040).  За даними Бюро перепису населення США в 2010 році місто мало площу 2,86 км², уся площа — суходіл. В 2017 році площа становила 2,51 км², уся площа — суходіл.

### Клімат
| Клімат : Волфорд      | Клімат : Волфорд | Клімат : Волфорд | Клімат : Волфорд | Клімат : Волфорд | Клімат : Волфорд | Клімат : Волфорд | Клімат : Волфорд | Клімат : Волфорд | Клімат : Волфорд | Клімат : Волфорд | Клімат : Волфорд | Клімат : Волфорд | Клімат : Волфорд |
| Показник              | Січ.             | Лют.             | Бер.             | Квіт.            | Трав.            | Черв.            | Лип.             | Серп.            | Вер.             | Жовт.            | Лист.            | Груд.            | Рік              |
| Середній максимум, °C | −2,2             | 0,6              | 7,8              | 16,7             | 22,2             | 27,2             | 29,4             | 28,3             | 24,4             | 17,8             | 8,3              | 0,0              | 15,1             |
| Середній мінімум, °C  | −12,2            | −9,4             | −3,3             | 3,3              | 9,4              | 14,4             | 16,7             | 15,6             | 10,6             | 5,0              | −2,2             | −8,9             | 3,3              |
| Днів з опадами        | 1,1              | 1,0              | 2,1              | 3,4              | 4,2              | 4,4              | 3,9              | 3,7              | 3,4              | 2,4              | 1,8              | 1,4              | 32,7             |
| --------------------- | ---------------- | ---------------- | ---------------- | ---------------- | ---------------- | ---------------- | ---------------- | ---------------- | ---------------- | ---------------- | ---------------- | ---------------- | ---------------- |
| Джерело: Weatherbase  |                  |                  |                  |                  |                  |                  |                  |                  |                  |                  |                  |                  |                  |

## Демографія
Згідно з переписом 2010 року, у місті мешкали 1463 особи в 479 домогосподарствах у складі 414 родин. Густота населення становила 511 особа/км².  Було 492 помешкання (172/км²).
Расовий склад населення:
| - 98,6 % — білих - 0,3 % — азіатів - 0,1 % — корінних американців - 0,1 % — чорних або афроамериканців |

До двох чи більше рас належало 0,8 %. Частка іспаномовних становила 0,6 % від усіх жителів.
За віковим діапазоном населення розподілялося таким чином: 33,4 % — особи молодші 18 років, 61,3 % — особи у віці 18—64 років, 5,3 % — особи у віці 65 років та старші. Медіана віку мешканця становила 35,1 року. На 100 осіб жіночої статі у місті припадало 105,8 чоловіків;  на 100 жінок у віці від 18 років та старших — 104,0 чоловіків також старших 18 років.
Середній дохід на одне домашнє господарство  становив 100 201 долар США (медіана — 92 284), а середній дохід на одну сім'ю — 110 522 долари (медіана — 102 303). Медіана доходів становила 61 806 доларів для чоловіків та 45 481 долар для жінок. За межею бідності перебувало 4,2 % осіб, у тому числі 5,5 % дітей у віці до 18 років та 6,2 % осіб у віці 65 років та старших.
Цивільне працевлаштоване населення становило 923 особи. Основні галузі зайнятості: освіта, охорона здоров'я та соціальна допомога — 27,0 %, виробництво — 15,8 %, фінанси, страхування та нерухомість — 8,8 %, роздрібна торгівля — 8,0 %.